# Lemni
El lemni va ser una llengua parlada al  a l'illa de Lemnos. El seu principal testimoniatge és una inscripció trobada en una estela funerària, coneguda com a Estela de Lemnos, descoberta el 1885 prop de Kaminia. No obstant això, els fragments d'inscripcions en ceràmica local mostren que era la llengua de la comunitat local. El lemni és acadèmicament acceptat com una llengua estretament relacionada amb l'etrusc. Després que Atenes conquerís l'illa a la segona meitat del segle vi aC, va ser substituït progressivament pel grec àtic.

## Sistema d'escriptura
Les inscripcions estan escrites en un alfabet similar a l'utilitzat per escriure l'idioma etrusc i al d'antigues inscripcions frígies, derivats dels models eubeus (alfabet grec occidental, alfabets d'Àsia Menor). Aquests models són en última instància d'origen semític occidental i van ser adaptats per diversos pobles des d'abans del segle viii aC.

## Classificació
La relació entre el lemni, l'etrusc i el rètic (agrupades com a llengües tirrèniques) és àmpliament acceptada ateses les proves dels estrets vincles en el vocabulari i la gramàtica. Per exemple:
- Tant l'etrusc com el lemni comparteixen dos casos de datiu, masculí * -si i femení-col·lectiu * -ale, mostrat tant en l'estela de Lemnos (Hulaie-ši 'per a Hulaie', Φukiasi-ale 'pels foceus') com en inscripcions escrites en etrusc (aule-si 'Per a Aule' en el Cippo Perugino, així com en la inscripció mi mulu Laris-ale Velχaina-si 'Vaig ser beneït per Laris Velchaina').

- També comparteixen el genitiu masculí en * -s i un passat simple en * -a-i (Etrusc <-e> com en ame 'era' (<*amai); lemni <-ai> com en šivai 'viu').

## Descripció lingüística

### Vocals
Com en l'etrusc, el lemni sembla haver tingut un sistema de quatre vocals escrites <i, e, a, o>. A partir dels signes adoptats en l'escriptura es conjectura que /i, e/ serien (vocals anteriors i que /o, a/ posteriors. Tal com succeeix en altres llengües sense distinció entre /u/ i /o/ (com els que es troben en sèneca o en náhuatl), és probable que la transliteració com "o" del símbol de omikron va ser, de fet, destinada a registrar diversos al·lòfons com [o, u, ɔ], etc. Això no és rar tenint en compte que llengües diferents poden prendre la mateixa lletra per transcriure sons diferents. És més aviat una coincidència que les llengües veïnes d'aquesta regió, l'hitita i l'accadi, també presentin el mateix sistema de quatre vocals, faltant l'o. Això suggereix una àrea d'influència primerenca.

### L'Estela deLemnos
L'estela va ser trobada incrustada en la paret de l'església a Kaminia i ara es troba en el Museu Arqueològic Nacional d'Atenes. La datació del segle vi a. C. es basa que en el 510 a. C. l'atenenc Milcíades el Vell va envair Lemnos, hel·lenitzant l'illa. L'estela mostra un baix relleu amb un bust d'un home amb casc i la inscripció està escrita en un alfabet similar a l'alfabet grec occidental (calcídic). La inscripció així mateix està escrita a manera bustrofedon i havia estat transliterada, però no va ser traduïda amb èxit fins a una anàlisi lingüística seriosa comparant-lo amb l'etrusc en combinació amb els avanços en la pròpia traducció dels textos etruscs.
La inscripció consta de 198 caràcters, formant entre 33 i 40 paraules, indicant-se la separació de paraules amb tres punts en algunes ocasions. El text consta de tres parts, dues escrites en vertical i una en horitzontal. És comprensible la frase avis sialchvis ("seixanta anys", B.3), que recorda a l'etrusc avils dt.χs śealχisc (tenia seixanta-cinc anys").
A.1. hολαιεζ:ναφοθ:ζιαζι (hulaieš:naφoθ:šiaši)
A.2. μαραζ:μαϝ (maraš:mav)
A.3. σιαλχϝειζ:αϝιζ (sialχveiš:aviš)
A.4. εϝισθο:ζεροναιθ (evisθo:šerunaiθ)
A.5. ζιϝαι (šivai)
A.6. ακερ:ταϝαρζιο (aker:tavaršiu)
A.7. ϝαναλασιαλ:ζεροναι:μοριναιλ (vanalasial:šerunai:murinaic)
B.1. hολαιεζιφοκιασιαλε:ζεροναιθ:εϝισθο:τοϝερονα (hulaieši:φukiasiale:šerunaiθ:evisθo:tuveruna)
B.2. ρομ:hαραλιο:ζιϝαι:επτεζιο:αραι:τιζ:φοκε (rum:haraliu:šivai:eptešiu:arai:tuš:φuke)
B.3. ζιϝαι:αϝιζ:σιαλχϝιζ:μαραζμ:αϝιζ:αομαι (šivai:aviš:sialχvaig veureš:marašm:aviš:aumai)